# ضرورة (إسلام)
الضرورة وردت في القرآن الكريم بكل مشتقاتها ثمان مرات ، كقوله تعالى:﴿ وَقَدْ فَصَّلَ لَكُمْ مَا حَرَّمَ عَلَيْكُمْ إِلَّا مَا اضْطُرِرْتُمْ إِلَيْهِ ﴾ ، والضرورة هو ما يحصل بعدمه الموت أو المرض أو العجز عن الواجبات.، وهي من المصطلحات الشرعية التي يستخدمها الفقهاء والأُصوليون في الأحكام كقولهم (الضرورات تبيح المحظورات).والاضطرار والضرورة بمعنى واحد عند الفقهاء.

## في القرآن والسنة
الضرورة وردت في القرآن الكريم بكل مشتقاتها ثمان مرات، كقوله تعالى:﴿ وَقَدْ فَصَّلَ لَكُمْ مَا حَرَّمَ عَلَيْكُمْ إِلَّا مَا اضْطُرِرْتُمْ إِلَيْهِ ﴾ ، والضرورة هو ما يحصل بعدمه الموت أو المرض أو العجز عن الواجبات. وهي من المصطلحات الشرعية التي يستخدمها الفقهاء والأُصوليون في الأحكام كقولهم (الضرورات تبيح المحظورات).والاضطرار والضرورة بمعنى واحد عند الفقهاء.
- قال تعالى: ﴿وَمَا لَكُمْ أَلَّا تَأْكُلُوا مِمَّا ذُكِرَ اسْمُ اللَّهِ عَلَيْهِ وَقَدْ فَصَّلَ لَكُمْ مَا حَرَّمَ عَلَيْكُمْ إِلَّا مَا اضْطُرِرْتُمْ إِلَيْهِ وَإِنَّ كَثِيرًا لَيُضِلُّونَ بِأَهْوَائِهِمْ بِغَيْرِ عِلْمٍ إِنَّ رَبَّكَ هُوَ أَعْلَمُ بِالْمُعْتَدِينَ﴾ [الأنعام: 119]
- قال تعالى: ﴿إِنَّمَا حَرَّمَ عَلَيْكُمُ الْمَيْتَةَ وَالدَّمَ وَلَحْمَ الْخِنْزِيرِ وَمَا أُهِلَّ لِغَيْرِ اللَّهِ بِهِ فَمَنِ اضْطُرَّ غَيْرَ بَاغٍ وَلَا عَادٍ فَإِنَّ اللَّهَ غَفُورٌ رَحِيمٌ﴾ [النحل: 115]
- قال تعالى: ﴿مَنْ كَفَرَ بِاللَّهِ مِنْ بَعْدِ إِيمَانِهِ إِلَّا مَنْ أُكْرِهَ وَقَلْبُهُ مُطْمَئِنٌّ بِالْإِيمَانِ وَلَكِنْ مَنْ شَرَحَ بِالْكُفْرِ صَدْرًا فَعَلَيْهِمْ غَضَبٌ مِنَ اللَّهِ وَلَهُمْ عَذَابٌ عَظِيمٌ﴾ [النحل: 106]
- قول النبي محمد لعمران بن حصين: «صل قائما، فإن لم تستطع فقاعدا، فإن لم تستطع فعلى جنب»[4][5]

## التعريف
الضرورة لغة: فعولة من الضرر، هي في الأصل مصدر ضر، يقال ضرّه ضرراً، وضراً، وضـروراء. ، والاضطرار: افتعال من الضرر، وهو حمل الإنسان على ما فيه الضرر سواء كان الحامل من داخل الإنسان كالجوع والمرض، أو خارجه كالإكراه.، وقال ابن منظور: الاحتياج إلى الشيء، وقد اضطره إليه أمر، والاسم الضرة.وقوله عز وجل: ﴿ فمن اضطر غير باغ ولا عاد﴾؛ أي فمن ألجئ إلى المحظور مثل أكل الميتة وما حرم وضيق عليه الأمر بالجوع، وأصله من الضرر، وهو الضيق.
واصطلاحاً: يعرف وهبة الزحيلي الضرورة بأنها: «أن يطرأ على الإنسان حالة من الخطر أو المشقة الشديدة بحيث يخاف حدوث ضرر أو أذى بالنفس أو بالعضو أو بالعرض أو بالعقل أو بالمال وتوابعها، ويتعين حينئذ ارتكاب الحرام أو ترك الواجب أو تأخيره عن وقته دفعا للضرر عنه في غالب ظنه ضمن قيود الشرع».

## قواعد الضرورة في الإسلام
تتفرع الضرورة على عدة قواعد منها:
1. المشقة تجلب التيسير.
2. لا ينكر تغير الأحكام الاجتهادية بتغير الأزمان.[10]

## أمثلة على الضرورة في الإسلام
1. أكل المضطر من الميتة بقدر ما يسد الرمق.
2. كشف الطبيب عورة المريض بمقدار ما يحتاج إلى كشفه فقط.[11]

## أقوال العلماء في الضرورة في الإسلام
- قال جلال الدين السيوطي: «ويتعلق بهذه القاعدة قواعد، الأولى: الضروريات تبيح المحظورات بشرط عدم نقصانها عنها، ومن ثم جاز أكل الميتة عند المخمصة، وإساغة اللقمة بالخمر، والتلفظ بكلمة الكفر للإكراه، وكذا إتلاف المال، وأخذ مال الممتنع من أداء الدين بغير إذنه، ودفع الصائل ولو أدى إلى قتله، ولو عم الحرام قطرا، بحيث لا يوجد فيه حلال إلا نادرا فإنه يجوز استعمال ما يحتاج إليه، ولا يقتصر على الضرورة».[12]
- قال ابن النجار الفتوحي: «ومما يدخل في هذه القاعدة» الضرورات تبيح المحظورات«وهو ما أشير إليه بقوله:» وإباحة المحظور «يعني أن وجود الضرر يبيح ارتكاب المحظور، أي المحرم، بشرط كون ارتكاب المحظور أخف من وجود الضرر، ومن ثم جاز - بل وجب - أكل الميتة عند المخمصة وكذلك إساغة اللقمة بالخمر وبالبول، وقتل المحرم الصيد دفعا عن نفسه إذا صال عليه فإنه لا يضمن. ومنها5 العفو عن أثر الاستجمار وغير ذلك مما لا حصر له»[13]
- قال علاء الدين الحنبلي: «ومما يدخل - أيضا - في هذه القاعدة: الضرورات تبيح المحظورات، بشرط عدم نقصانها عنها، ومن ثم جاز بل وجب أكل الميتة عنه المخمصة، وكذلك إساغة اللقمة بالخمر، وبالبول، وقتل المحرم الصيد دفعا عن نفسه إذا صال عليه، فإنه لا يضمن، ومنه العفو عن أثر الاستجمار، وغير ذلك مما لا حصر له».[14]

## الفرق بين الحاجة والضرورة
| «قال بن تيمية: المعجوز عنه في الشرع ساقط الوجوب ، والمضطر إليه بلا معصية غير محظور» . |
| —موسوعة فقه ابن تيمية ،ج1 / 280                                                       |

إن استعمال مصطلح الحاجة بمعنى الضرورة أو العكس هو الغالب عند أرباب اللغة.أما عند الفقهاء والأصوليون فهما غير مترادفين؛ ولهذا قال ابن تيمية (والفرق بين الضرورات والحاجات في كثير من الشرعيات معلوم). وأهم الفروق بينهما:
- أن المشقة في الحاجة أقل منها في الضرورة. فإذا كان المشقة يترتب عليها الهلاك سميت بالضرورة، وإذا كانت دونها يقع بسببها الضيق والحرج عند إتيانها فهي الحاجة.
- استفادة الضرورة من الحرام لذاته.واستفادة الحاجة من الحرام لغيره.

## حكم العمل بالضرورة
يعتمد فعل المحظور عند الضرورة على نوع المحظور ودرجة الضرورة، فإذا كانت المحظورات أكبرَ من الضرورات، فلا يجوز إجراؤها ولا يرخص فيها أصلاً، ولا يرفع الإثم والمؤاخذة في هذه المحظورات ولهذا قال الشافعية في تقييد قاعدة (الضرورات تبيح المحظورات) بقولهم «بشرط عدم نقصانها عنها» أي ان لا تكون مفسدة ارتكاب المحظور أعظم من مفسدة حالة الضرورة التي يراد رفعها بفعل المحظور، وأما إذا كانت الضرورات أكبر من المحظورات رُخّص ارتكاب المحظور، ولهذا قسّم الفقهاء العمل بالضرورة إلى ثلاثة أقسام:
```
الأول: ضرورة يجب فعل المحظور ما دامت حالة الضرورة قائمة؛ كأكل الميتة للمضطر عند المجاعة بقدر رفع الهلاك، وأكل لحم الخنزير، وشُرب الخمر عند العطش، أو عند الإكراه التام.وإن لم يتناول فهلك كان آثمًا.
[
18
]
```

الثاني: ضرورة يُباح فعل المحظور عندها كإجراء كلمة الكفر على اللسان _ والقلب مطمئن بالإيمان_ ، فقد رخص الشرع الإقدام عليه لحالة الضرورة قال الله تعالى:﴿ إلا من أكره وقلبه مطمئن بالإيمان ﴾ ، والامتناع عن ارتكاب المحظور في هذا النوع أفضل، حتى لو امتنع فقُتِل يكون مأجورًا.
الثالث: ضرورة يحرم ارتكاب المحظور فيها؛ كقتل المسلم، أو قطع عضو منه ونحو ذلك.

## قواعد مقيدة لفعل المحظور عند الضرورة
ذكر العلماء بعض القواعد التي تقيد فعل المحظور حال الاضطرار، وتبين أن قاعدة (الضرورات تبيح المحظورات)ليست على إطلاقها، ومن هذه القواعد:
- (الضرورات تقدر بقدرها) : فهي تبين مقدار المقدار الذي تبيحة الضرورة من المحظورات الشرعية.وهذا القيد يعني أن ارتكاب المحظور بقدر ما تندفع بعه الضرورة فقط، فالمضطر لا يأكل من الميتة إلا بقدر الرمق، لقوله تعالى: ﴿ فَمَنِ اضْطُرَّ غَيْرَ بَاغٍ وَلَا عَادٍ فَلَا إِثْمَ عَلَيْهِ﴾ قال القرطبي: (والمعنى فيما قال قتادة والحسن والربيع وابن زيد وعكرمة غير باغ في أكله فوق حاجته، ولا عاد بأن يجد عن هذه المحرمات مندوحة ويأكلها وقال السدي: غير باغ في أكلها شهوة وتلذذا، ولا عاد باستيفاء الأكل إلى حد الشبع).[20]
- (ما جاز لعذر بطل بزواله): ومعنى ذلك أن المحظور الذي أبيح للضرورة يعود إلى حكمه وهو التحريم إذا زالت الضرورة .فمثل من عجز عن القيام في الصلاة لمرضه فاضطر للصلاة قاعداً، لا يجوز له الصلاة قاعداً إذا زال مرضه وشفي من علته واستطاع الصلاة قائماً.
- (الاضطرار لا يبطل حق الغير) : ومعناها أن المضطر إلى إتلاف مال الغير عند الضرورة أو أخذه للاستعانة به عند الضرورة كطعام يأكله أو ماء يشربه ففي هذه الأحوال عليه أن يعوض صاحب المال ما أتلفه عليه من مال.[21] ويكون العوض بثمن المثل، قال ابن تيمية: (ولا يجوز للبائع أن يأخذ من المضطر أكثر من ثمن المثل).[22]
- (أن الرخص لا تناط بالشك) : وهذه القول للفقهاء يعني أن أن تكون الضرورة قائمة لا منتظرة أو يغلب على الظن وقوعها لا مجرد الشك بوقوعها، أي أن يحصل في الواقع خوف الهلاك أو التلف على النفس أو المال، وذلك بغلبة الظن حسب التجارب. أو يتحقق المرء من وجود خطر حقيقي على إحـدى الضروريات الخمس التي صانتها جميع الشرائع السماوية حتى يمكن للمضطر أن يترخص بارتكاب المحظور.[23]

## طالع ايضاً
- الفقه الإسلامي
- علم أصول الفقه
- القواعد الفقهية
- أدلة الفقه
- فقه العبادات
- فقه معاملات

## مواضيع ذات صلة
- القواعد الفقهية الكبرى
- قاعدة: الضرورات تبيح المحظورات - شبكة الألوكة
- معنى قاعدة الضرورات تبيح المحظورات - الإمام بن باز